# Salto de rebote

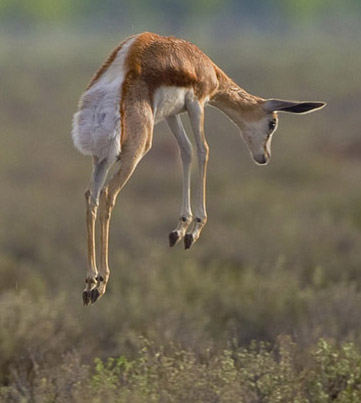
Un joven springbok saltando de rebote.

El salto de rebote es un tipo de comportamiento que se manifiesta en cuadrúpedos, especialmente en las gacelas, mediante el cual pegan grandes saltos hacia arriba, elevando simultáneamente las cuatro patas del suelo. Por lo general, las patas se mantienen en una posición relativamente rígida (realmente es imposible estar quieto) y arquean el lomo mientras la cabeza apunta para abajo.  Se han propuesto numerosas explicaciones para el salto de rebote; existen evidencias que indican que por lo menos en algunos casos este comportamiento es una señal honesta hacia los depredadores que indica que no vale la pena esforzarse en perseguir al animal que brinca.

## Especies en las que se observa el comportamiento
Este comportamiento se observa en varias especies de ciervos de América del Norte, incluidos el ciervo mulo y el antílope americano, el ciervo de cola negra cuando un depredador se muestra amenazante, y en diversas especies de ungulados de  África, incluidos la gacela de Thomson y el springbok.
El salto de rebote también se observa en animales domesticados tales como en las ovejas, pero por lo general solo es practicado por  ejemplares jóvenes.

## Posibles explicaciones
La práctica del salto de rebote aumenta la exposición de una presa e implica el uso de energía y tiempo que en cambio podrían utilizarse para escapar. Por lo tanto, se supone que debe proveer algún beneficio al animal que se comporta de esta manera. Se han propuesto varias posibles explicaciones para la razón que impulsa a practicar el salto de rebote. El salto de rebote, podría ser:
1. Una buena forma de realizar un escape rápido o salvar obstáculos. Sin embargo, esto no se aplicaría en el caso de las gacelas de  Thomson porque ellas no saltan de rebote cuando un depredador se encuentra a menos de unos 40 m de distancia.[3][8]
2. Un comportamiento anti-emboscada; aquellos animales que viven en zonas de pastizales altos podrían brincar para así poder detectar a potenciales depredadores al acecho.[6]
3. Una señal de alarma hacia otros miembros del rebaño advirtiéndoles que un depredador se encuentra peligrosamente cerca, y así aumentando la tasa de sobrevivencia del rebaño.(En lo que sería un tipo de selección de parentesco o selección de grupo).[6]
4. Un comportamiento socialmente cohesivo para escapar de los depredadores mediante saltos de rebote coordinados, dificultándole al depredador que pueda fijar su atención en un determinado individuo durante el ataque (de manera similar a la teoría que indica que las rayas de las cebras desorientan a los depredadores).[6]
5. Una señal honesta del grado de salud y destreza del animal. El salto de rebote puede ser considerado una forma de desanimar la persecución advirtiendo al depredador que el animal no es una presa deseable: la presa se beneficia porque evita ser perseguida (ya que se encuentra en muy buenas condiciones físicas); y el depredador se beneficia porque no malgasta tiempo y energía persiguiendo un animal al que muy probablemente no pueda alcanzar. Esta explicación basada en teoría de señales evita las connotaciones de selección de grupo de las hipótesis de escape de la "señal de alarma" y "cohesión social".[6][8]
6. Un caso del principio de handicap de Amotz Zahavi, mediante el cual el salto de rebote le indica a los depredadores que el animal se encuentra en tan buen estado físico que tiene la capacidad de escapar aun si se demora de manera deliberada con algún comportamiento aparentemente inútil (como ser saltando).[9]
7. Una señal de detección del depredador mediante la cual la presa avisa que ha visto al depredador y que por lo tanto el mismo perdió la ventaja del elemento sorpresa. En el reino animal existen numerosas señales de este tipo. Nuevamente, esta sería una señal honesta para desalentar la caza, beneficiando a la presa que no es perseguida (ya que es posible darse cuenta de que ha notado la presencia del depredador y se encuentra pronta a escapar de manera inmediata) y beneficiando al depredador al evitarle malgastar tiempo en acechar una presa que ya lo ha visto. Una evidencia que abona esta hipótesis es que los guepardos abandonan una mayor cantidad de persecuciones cuando las gacelas que persiguen realizan saltos de rebote, y aunque a veces persiguen a gacelas que realizan saltos de rebote, es mucho menor la probabilidad de que puedan atraparla.[7] Sin embargo, las gacelas saltan con menor frecuencia frente al acecho de guepardos (que acechan y que por lo tanto es más probable que desistan si son detectados) que lo que lo hacen ante la presencia de licaones, que persiguen sin prisa pero sin pausa a su presa aunque sin utilizar el elemento sorpresa).[8]
8. Una exhibición de fortaleza para impresionar a una posible pareja en un proceso de selección sexual en vez de una adaptación antidepredador.[10]
9. Juego, especialmente en animales jóvenes, que pudiera ayudar a prepararlos para la vida como adultos. A favor de esta hipótesis, a veces se observa el salto de rebote en animales inmaduros, sin embargo en contra de la hipótesis de juego es de notar que el salto de rebote es generalmente observado en presas adultas como respuesta a presencia de depredadores.[8]

John Maynard Smith biólogo evolucionista británico es de la opinión que "la explicación natural es que el salto de rebote es un indicador sobre la capacidad física y de escape", utilizado especialmente como una señal para advertir a los depredadores. Además hace notar que  "es difícil ver como es que podría ser un handicap", a menos que fuera una señal para otras gacelas de la misma especie.

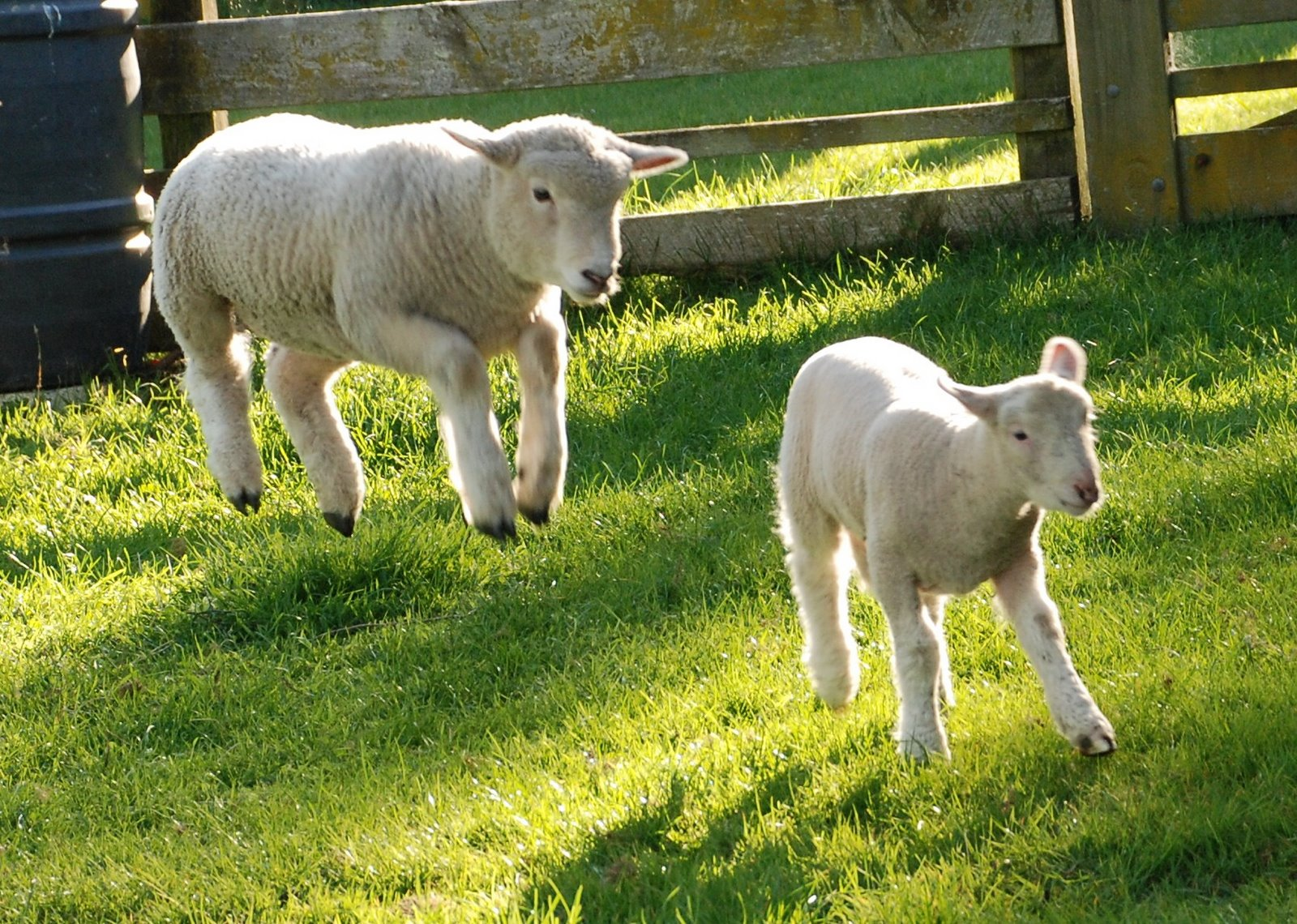
Una oveja realizando un salto de rebote
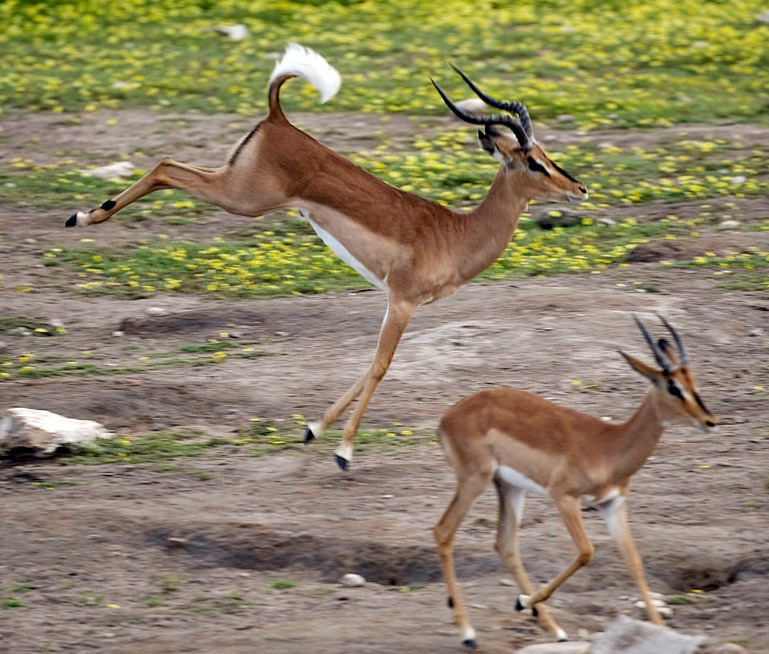
Un macho adulto de impala de rostro negro saltando de rebote en Namibia
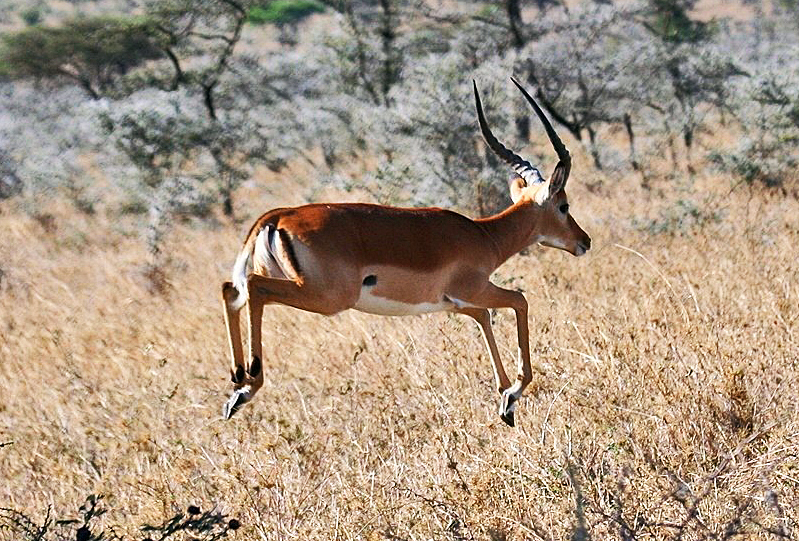
Una gacela realizando un salto de rebote